# Вильруа, Франсуа де Нёвиль
Франсуа де Нёвиль, герцог де Вильруа (фр. François de Neufville, duc de Villeroi; 7 апреля 1644, Лион — 18 июля 1730, Париж) — маршал Франции, командовавший французскими войсками в Войне за испанское наследство.

## Биография

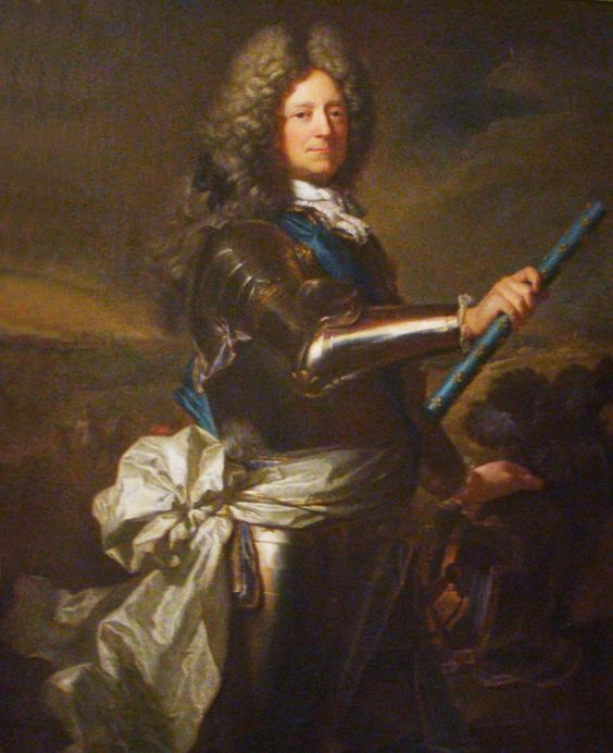
Портрет герцога кисти Гиацинта Риго, XVII век

Родился в Лионе в знатной семье Вильруа, которая возвысилась в правление Карла IX. Сын Николя де Нёвиль де Вильруа, внук маршала де Креки по материнской линии и правнук Франсуа де Бонн Ледигьера, последнего коннетабля Франции.
Когда король Людовик XIV достиг 7-летнего возраста, то под патронажем Мазарини был определён на воспитание маршалу Вильруа. В доме последнего, в Отеле Вильруа ("Cremerie de Paris") король и его брат, герцог Анжуйский, проживали с 1646 года и часто общались с детьми маршала - Франсуа и Катрин. В это время король подружился на всю жизнь с сыном маршала, который благодаря этому быстро возвысился в чинах, а его отец был пожалован в герцоги.
В 1693 году, не исполнив ни одного действительно важного или ответственного приказа, он стал маршалом Франции. В 1695 году, по смерти его наставника на полях сражений, маршала Люксембурга, ему вверено было начальство над армией, действовавшей во Фландрии. Вильруа был ответственен за бессмысленную бомбардировку Брюсселя в 1695 году. Несмотря на выказанную им здесь полную неспособность, он во время Войны за испанское наследство послан был в Италию. Там по результатам его неудачного командования французы были разбиты при Кьяре, а в Битве под Кремоной в 1702 году Евгений Савойский взял Франсуа Вильруа в плен.
Это обстоятельство, как отмечали недоброжелатели, было даже полезно для его армии и для Франции; но союзники скоро выпустили Вильруа из плена, а Людовик XIV опять назначил его главнокомандующим во Фландрии. В последующие годы он противостоял герцогу Мальборо в Нидерландах. Собственные трудности Мальборо с голландскими и другими союзными комиссарами, а не мастерство Вильруа, отсрочили неизбежную катастрофу на несколько лет. Сокрушительное поражение от герцога Мальборо при Рамийи (Рамильи) 23 мая 1706 года заставило французов очистить Северную Фландрию и Брабант. Хотя Людовик утешил своего старого друга замечанием: «В нашем возрасте уже не везёт», - но окончательно убедился в бездарности своего любимца и с тех пор перестал вверять ему свои армии. На своём смертном одре он назначил Вильруа наставником юного Людовика XV. Тот не оправдал оказанного ему доверия и вследствие разных интриг был изгнан из Парижа в своё поместье.

### Брак
28 марта 1662 года он женился на Маргарите-Марии де Коссе  (1648–1708), от которой имел 7 детей:
1. Луи-Николя де Нёвиль (1663–1734), герцог Вильруа женился на Маргарите Летельер, дочери маркиза Лувуа;
2. Камиль де Нёвиль
3. Франсуа-Поль де Нёвиль (1677–1731), архиепископ Лиона (1714);
4. Франсуаза-Катрина де Нёвиль (ум. 1700);
5. Мадлен-Тереза де Нёвиль (1666–1723), монашка;
6. Франсуаза-Мадлен де Нёвиль вышла замуж за Жоао де Соузу, третьего маркиза Минаса;
7. Катрина-Анна де Нёвиль (1674–1715), монашка.